# Teódulo Castro Villarroel
Teódulo Julián Castro Villarroel (Huaripampa, 17 de febrero de 1937) es un empresario y político peruano. Fue alcalde de Jauja desde 1996 hasta el 2002 y diputado por el departamento de Junín en el breve periodo 1990-1992.

## Biografía
Nació en Huaripampa, ubicado en la provincia de Jauja del departamento de Junín, el 17 de febrero de 1937.
Labora como empresario de tableros eléctricos Castro S.A.C.

## Trayectoria política
Es miembro del Partido Popular Cristiano y postuló a la Cámara de Diputados en las elecciones parlamentarias de 1985 por la alianza Convergencia Democrática sin obtener la elección.

### Diputado
Luego, participó en las elecciones parlamentarias de 1990 por el Frente Democrático y resultó elegido diputado por el departamento de Junín para el periodo parlamentario 1990-1995. Sin embargo, no pudo completar su periodo debido al cierre del Congreso dado por el entonces presidente Alberto Fujimori el 5 de abril de 1992.
En 1992, fue candidato al Congreso Constituyente Democrático sin lograr la representación y en las elecciones generales de 1995 buscó sin éxito ser electo congresista de la república por última vez.

### Alcalde de Jauja
En las elecciones municipales de 1995, Castro postuló como candidato a la alcaldía de la provincia de Jauja por una lista independiente y resultó elegido como alcalde para el periodo 1996-1998. Fue reelegido en el cargo como miembro del movimiento fujimorista Vamos Vecino para un segundo mandato municipal.
Intentó ser consejero regional en las elecciones regionales del 2002 por la Unidad Nacional sin tener éxito.